# Chhunly Pagenburg
Chhunly Pagenburg (ur. 10 listopada 1986 w Norymberdze) – piłkarz niemiecki pochodzenia kambodżańskiego grający na pozycji napastnika.

## Kariera klubowa
Pagenburg urodził się w Norymberdze. Ojciec jest Niemcem, natomiast matka pochodzi z Kambodży. Piłkarską karierę Chhunly rozpoczął w małym klubie SB Phönix Nürnberg, a w latach 1998–1999 trenował w młodzieżowej drużynie SpVgg Greuther Fürth. Niedługo potem trafił do 1. FC Nürnberg i w 2005 roku awansował do kadry pierwszej drużyny. 25 lutego 2006 zadebiutował w Bundeslidze w przegranym 0:2 wyjazdowym spotkaniu z FC Schalke 04. Był to jego jedyny mecz w tamtym sezonie. Natomiast w sezonie 2006/2007 wystąpił już w 10 spotkaniach i zdobył jednego gola (w wygranym 1:0 kwietniowym meczu z Alemannią Aachen). Był czwartym w hierarchii napastnikiem zespołu. Zajął z nim 6. miejsce w lidze i zdobył Puchar Niemiec. W 2008 roku był wypożyczony do TSV 1860 Monachium.
W 2009 roku przeszedł do Rot-Weiß Erfurt. Następnie występował w Eintrachcie Trewir i FSV Frankfurt. W 2015 roku zakończył karierę.
| Sezon   | Klub               | Kraj   | Rozgrywki         | Mecze | Bramki |
| ------- | ------------------ | ------ | ----------------- | ----- | ------ |
| 2005/06 | 1. FC Nürnberg     | Niemcy | Bundesliga        | 1     | 0      |
| 2006/07 | 1. FC Nürnberg     | Niemcy | Bundesliga        | 10    | 1      |
| 2007/08 | 1. FC Nürnberg     | Niemcy | Bundesliga        | 1     | 0      |
| 2007/08 | TSV 1860 Monachium | Niemcy | 2. Bundesliga     | 8     | 2      |
| 2008/09 | 1. FC Nürnberg     | Niemcy | 2. Bundesliga     | 2     | 0      |
| 2008/09 | 1. FC Nürnberg II  | Niemcy | Regionalliga Süd  | 10    | 2      |
| 2008/09 | Rot-Weiß Erfurt    | Niemcy | 3. Liga           | 18    | 5      |
| 2009/10 | Rot-Weiß Erfurt    | Niemcy | 3. Liga           | 15    | 0      |
| 2010/11 | Rot-Weiß Erfurt    | Niemcy | 3. Liga           | 0     | 0      |
| 2011/12 | Eintracht Trewir   | Niemcy | Regionalliga West | 29    | 11     |
| 2012/13 | Eintracht Trewir   | Niemcy | Regionalliga West | 24    | 18     |
| 2013/14 | FSV Frankfurt      | Niemcy | 2. Bundesliga     | 4     | 0      |
| 2014/15 | FSV Frankfurt      | Niemcy | 2. Bundesliga     | 0     | 0      |

## Kariera reprezentacyjna
Pagenburg występował w młodzieżowej reprezentacji Niemiec U-19, a w 2006 roku był zawodnikiem kadry U-20. W 2013 roku rozegrał jedno spotkanie w reprezentacji Kambodży.